# 趙南錫
趙　南錫（チョ・ナムスク　Cho Nam-Suk　1981年8月13日- ）は韓国の柔道選手。階級は60kg級。身長165cm。

## 人物
2001年のアジアジュニア60kg級で優勝した。2003年のユニバーシアードでは3位だった。2004年のアジア選手権では2位になるが、アテネオリンピックには国内に世界チャンピオンの崔敏浩がいたために出場できなかった。世界学生では3位となった。2005年のアジア選手権では優勝した。世界選手権では不振にあえぐ韓国選手にあって唯一のメダルとなる銅メダルを獲得した。2006年のワールドカップ国別団体戦では3位、アジア競技大会では2位だった。2007年のユニバーシアードでは優勝を飾った。2008年の北京オリンピックには崔敏浩との代表争いに敗れて出場できなかった。

## 主な戦績
- 2001年 - アジアジュニア　優勝
- 2002年 - 青島国際　優勝
- 2003年 - ユニバーシアード　3位
- 2004年 - ハンガリー国際　優勝
- 2004年 - アジア選手権　2位
- 2004年 - 世界学生　3位
- 2005年 - ハンガリー国際　優勝
- 2005年 - ドイツ国際　優勝
- 2005年 - アジア選手権　優勝
- 2005年 - 世界選手権　3位
- 2005年 - 青島国際　優勝
- 2005年 - 韓国国際　優勝
- 2006年 - 嘉納杯　2位
- 2006年 - フランス国際　優勝
- 2006年 - ワールドカップ国別団体戦　3位
- 2006年 - アジア競技大会　2位
- 2007年 - ユニバーシアード　優勝